# Caromb
Caromb is een gemeente in het Franse departement Vaucluse (regio Provence-Alpes-Côte d'Azur) en telt 3117 inwoners (1999). De plaats maakt deel uit van het arrondissement Carpentras.

## Geografie
De oppervlakte van Caromb bedraagt 18,0 km², de bevolkingsdichtheid is 173,2 inwoners per km².
De onderstaande kaart toont de ligging van Caromb met de belangrijkste infrastructuur en aangrenzende gemeenten.

## Demografie
Onderstaande figuur toont het verloop van het inwonertal (bron: INSEE-tellingen).

## Weetjes
De Belgische schrijver Hugo Claus had zijn tweede verblijf in Caromb.